# My Generation/Understand
My Generation/Understand è il decimo singolo della cantante giapponese Yui, pubblicato il 13 giugno 2007. Il brano è incluso nell'album I Loved Yesterday, terzo lavoro della cantante. Il singolo ha raggiunto la prima posizione della classifica Oricon dei singoli più venduti in Giappone, vendendo 135,093. Il singolo è stato certificato disco d'oro. Il brano My Generation è stato utilizzato come sigla per il dorama televisivo Seito Shokun! mentre il brano Understand è il tema del film Sidecar ni Inu

## Tracce
CD Singolo SRCL-6565
1. My Generation
2. Understand
3. CHE.R.RY ~YUI Acoustic Version~
4. My Generation ~Instrumental~

## Classifiche
| Classifica (2007) | Posizione più alta |
| ----------------- | ------------------ |
| Giappone (Oricon) | 1                  |